# Делвейнен
Делвейнен (нід. Delwijnen) — село в нідерландській провінції Гелдерланд. Входить до муніципалітету Залтбоммел.
Його площа становить 8,64км², а населення станом на 2021 рік складало 535 осіб.
Перша згадка про населений пункт датується 13-им сторіччям.